# 本庄実乃
本庄 実乃（ほんじょう さねより）は、戦国時代から安土桃山時代にかけての武将。越後国の守護代・戦国大名の長尾氏（上杉氏）の家臣。古志郡栃尾城城主。長尾景虎（後の上杉謙信）の幼少期から補佐し、奉行職、七手組大将を務め重用された。別称、本庄慶秀。

## 生涯
栃尾城主で、長尾晴景の時代から長尾氏（後の上杉氏）に仕えていたが、幼少期の景虎の器量を見抜いて、早くから栃尾城に迎えてその側近となった。
景虎が14歳で病弱な兄・晴景に代わって越後における国人衆の反乱鎮圧に赴いた時は、その補佐役として功績を挙げた。景虎の若き頃の軍学の師であり、その成長に大きく貢献したと言われている。
謙信からの信任は厚く、直江景綱と共に側近の一人として絶大な権力を与えられていた。永禄4年（1561年）の第四次合戦川中島の戦いなどに参戦。
弘治2年（1556年）、下平吉長と上野家成による領地争いに際し、実乃が家成に、大熊朝秀が下平に加担する。家中の執政を掌る実乃と大熊はライバル関係にあり、この二派に分かれた家臣団の派閥対立が激化、武田氏や蘆名氏も巻き込んだ戦闘状態となる。この状態で景虎は春日山城を出奔し、出家を宣言する（出家騒動）。蘆名氏の軍勢と共に攻め寄せた大熊を上野が破ったこと、景虎に対し家臣団は「以後は謹んで臣従し二心を抱かず」との誓紙を差し出したことで騒動は治まった。敗れた大熊は武田信玄の元に出奔し、以降は武田氏に重用された。
天正3年（1575年）に死去したと言われているが、それ以後も生きていたとも言われており、天正6年（1578年）の謙信の死去の際に殉死したとも言われている。

## 登場作品
- 天と地と（1969年、NHK大河ドラマ、演：内藤武敏）
- 武田信玄（1988年、NHK大河ドラマ、演：門田俊一）
- 風林火山（2007年、NHK大河ドラマ、演：木村元）